# Tゲージ

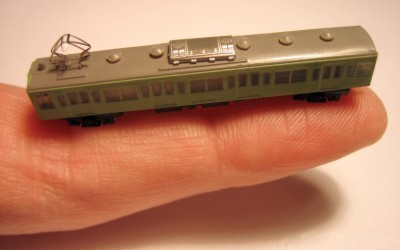
指先に乗るサイズの動力車

Tゲージ（ティーゲージ）とは、軌間3mm、1/450スケールの鉄道模型である。名称は、数字の3を表す英単語（Three：スリー）の先頭の文字から命名された。

## 歴史
2006年7月に開催された東京おもちゃショーで、栄進堂社長の平井宏承から発表された。2000年代に登場したU9規格において、2010年5月現在の日本の技術力により量産化できる最小の鉄道模型と考えられている。
試作品は光造型技術を駆使して作られた状態で、約30年前のNゲージのようにモーターの唸りを上げて走る。日本からこのような世界最小の鉄道模型が量産化されるのはモーター、歯車など、精密加工技術の裾野が広いためだと考えられる。
2006年の発表時は2006年末に販売予定であったが、小学館の雑誌「ラピタ」で行われた通信販売を除き、一般の店頭に並んだのは2008年秋に入ってからであった。それまでの間、日本鉄道模型の会（JAM）や浜松町、OBP（大阪ビジネスパーク）、静岡、幕張、百貨店等、各地のイベントでは展示があったが発売に至らなかったため、一時は発売を訝る声も聞かれた。
2010年夏、栄進堂は香港のメーカーに販売権などを売却し、発表からわずか4年でTゲージの業務より撤退した。これによりTゲージは日本国内の鉄道模型市場から姿を消したが、日本よりも反響が大きかった日本国外では販売が続けられた。その間、栄進堂時代からの技術を元に引き続き製品開発が続けられ、低速での走行性能を大きく改善したPWM駆動のパワーパック、よりスムーズな動作を可能にした新メカニズムを搭載した新製品が導入されている。
2010年以降、日本では一般に流通していない状態が続いていたが、国内の模型電子部品ショップMSRが香港のメーカーと正規販売代理店の契約を結び、2019年8月から再び常時国内で購入することができるようになった。

## 概要
車両
電動車は中間車で、1編成中2両が組み込まれている。一方で先頭車には前照灯が取り付けられている。
走行時は磁石を用いて線路に密着させることから(普通であれば車両の重さと摩擦力により線路に載せるだけで走れるが、Tゲージの場合車両の自重が極端に軽いため、このような効果が期待できないためである。)、45°程の急勾配も上ることができ、急勾配鉄道の発売も検討されている。
屋根上機器のディテールもなされており、パンタグラフはエッチングによる金属製の一体成型である。
車種は103系通勤電車をはじめとした国鉄型電車が主であり、2009年から阪急9000系電車とキハ40系気動車が加わり、より優れた機構が搭載されている。これらは一部のイベントで販売されたが、香港のメーカーに売却したこともあり、国内での流通が止まり、入手は国外からの通販が中心となっている。
線路
レールは磁力が働くよう鉄製であり、その高さは約1.016 mmでコード40に相当する。道床と組み合わされており、金属製のジョイナーで接続する。
また一部の線路にはフィーダーを差し込むことができ、代わりに赤外線センサを装着することで自動往復運転も可能である。
曲線レールは半径120mmと132.5mm、直線レールは全長30mmと60mmが用意されており、2010年第一半期に分岐器とクロッシングレールが生産の最終段階にある。長さ1m長のフレキシブルレール（道床無し、枕木は木製とPC。）、架線柱も用意されている。
電源
定格は4.5Vで、乾電池 (1.5V×3) またはACアダプター、パソコンのUSB端子のいずれかより専用のコントローラーを介して供給する。
他の直流2線式の鉄道模型と同様に、+と-の向きを変えることで進行方向を変える仕組みである。コントローラーにより即座の方向転換と5秒の遅延後を経た方向転換が選択できる。
基本セットは楕円形の線路とコントローラー、DCフィーダー、2つのセンサー、リレーラー、動力車の車輪掃除用具、動力車、付随車が同梱されている。ACアダプターは別売りで、プラグの形状はヨーロッパとイギリスとアメリカ用が入手できる。
ストラクチャーとアクセサリー
建物（マンション、雑居ビル、民家など）、人形、樹木、自転車、オートバイ、道路標識などがある。このうち民家は完成品であるが、内装を組み込む必要がある。人形、自転車、オートバイはエッチングによる金属製で、塗装仕上げされており、レイアウトの中へ簡単に組むことができる。